# Figuier étrangleur
Pour les articles homonymes, voir Figuier (homonymie).
Taxons concernés
- dans la famille Moraceae : 
  - dans le genre Ficus (principalement)
    - Voir texte
- dans la famille Myrtaceae :
  - l'espèce Metrosideros robustamodifier

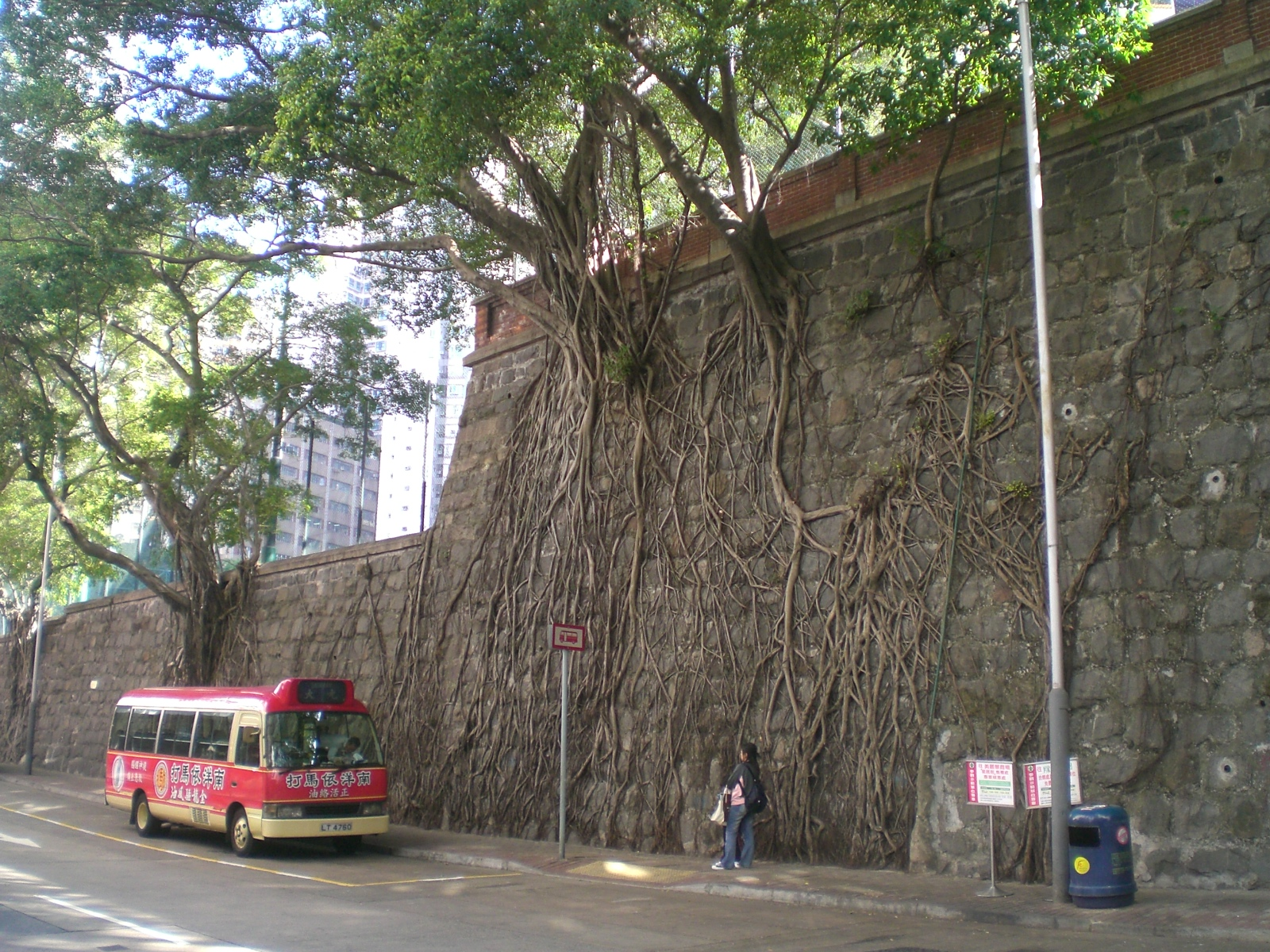
Ficus benghalensis poussant sur un mur en Chine

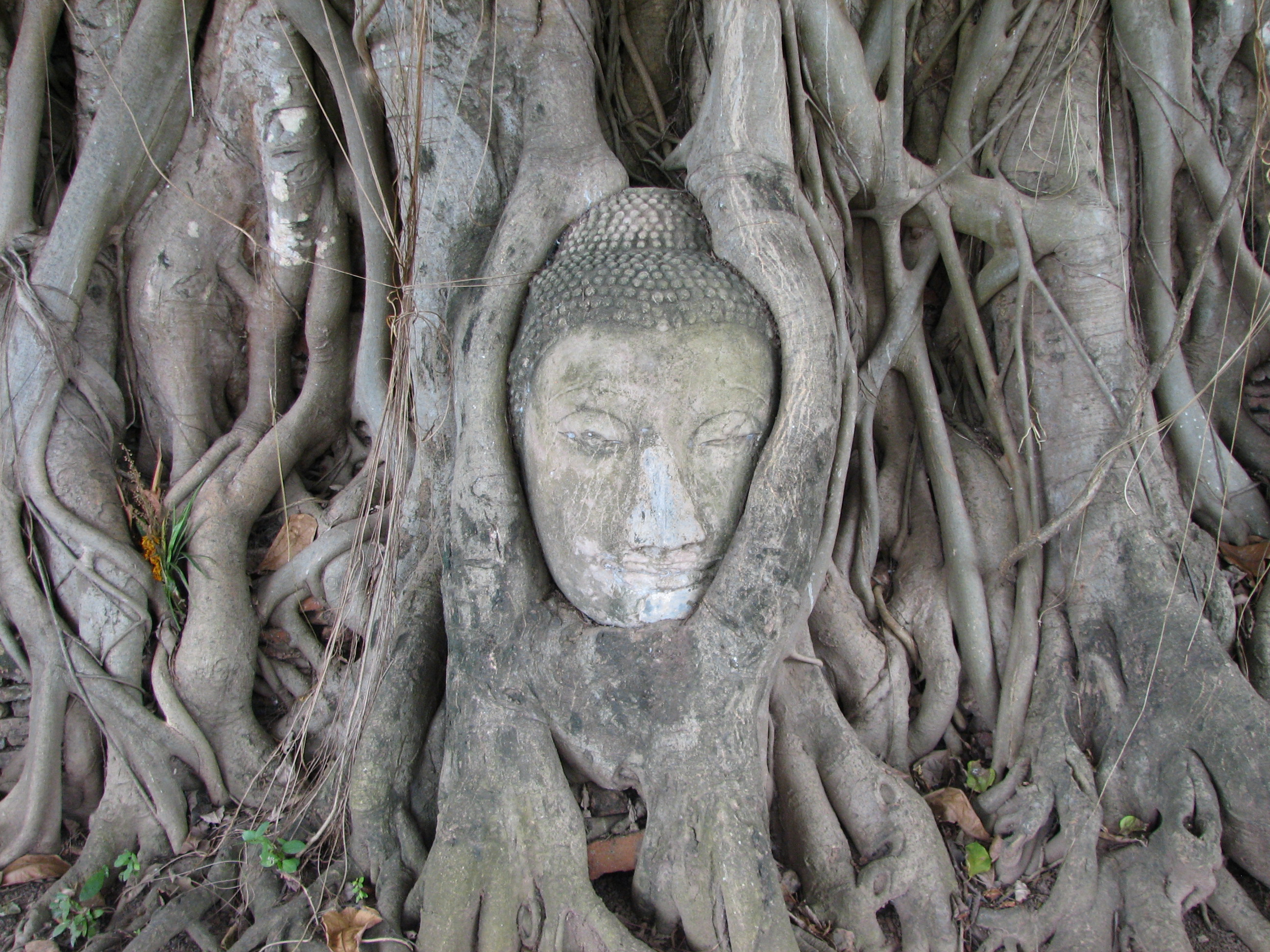
Figuier des pagodes autour d'une tête de Bouddha au Wat Mahathat dans le parc historique d'Ayutthaya, en Thaïlande.

Figuier étrangleur est le nom vernaculaire donné à certains arbres tropicaux de mode hémiépiphyte, notamment des Ficus sp, dont les racines aériennes ont des propriétés « étrangleuses » favorisant leur compétition avec d'autres arbres.

## Systématique

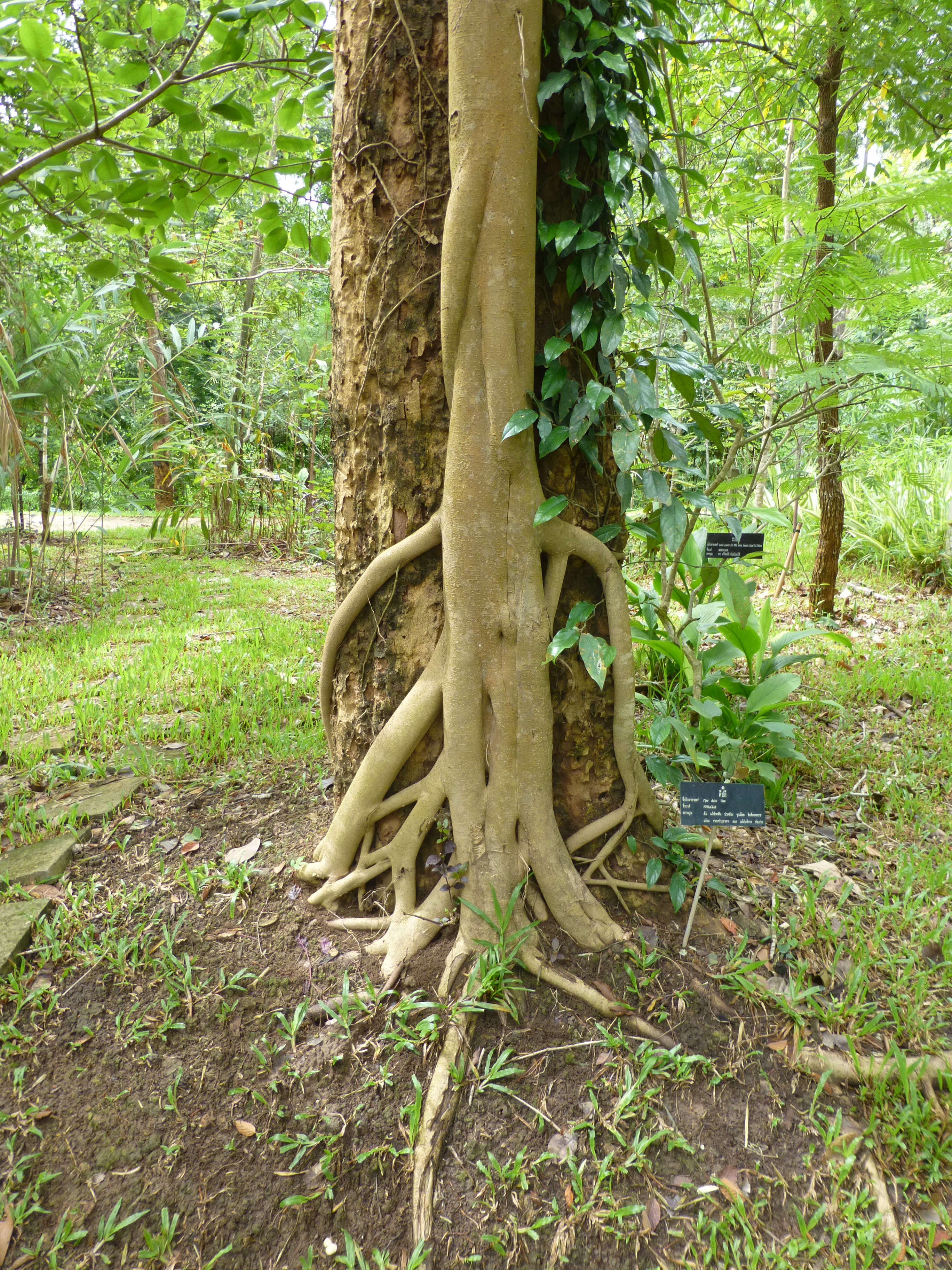
Figuier étrangleur, Jardin botanique de la reine Sirikit, Thaïlande

On trouve ces arbres principalement dans la famille des Moracées, parmi le genre Ficus :
- Ficus aurea
- Ficus barbata (en)
- Ficus benghalensis ou Banian
- Ficus citrifolia, Banyan sauvage ou Figuier maudit.
- Ficus drupacea
- Ficus macrophylla
- Ficus nymphaeifolia[3]
- Ficus religiosa ou Figuier des pagodes, Arbre de la Bodhi ou Pipal
- Ficus watkinsiana

Mais aussi une espèce de la famille des Myrtacées :
- Metrosideros robusta ou Pohutukawa,

présente dans la forêt pluviale tempérée de Nouvelle-Zélande.

## Développement d'un figuier étrangleur

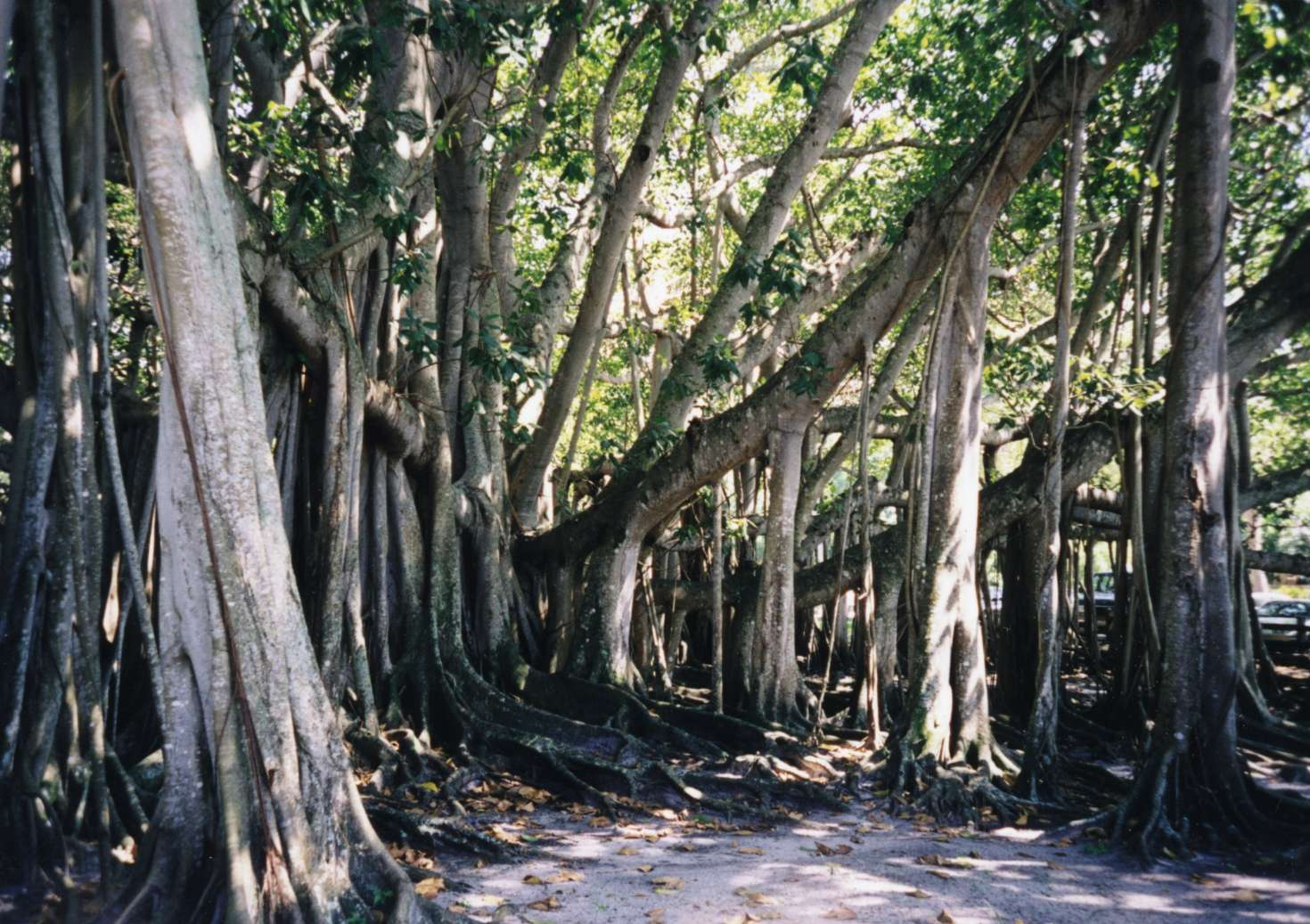
Figuier étrangleur, devant le musée Edison à Fort Myers, en Floride, États-Unis

Ce mode de développement est une adaptation aux forêts tropicales où la compétition à la recherche de la lumière est intense.
Les graines de ces arbres, souvent transportées par des oiseaux, germent dans les branches supérieures d'un arbre hôte et se développent dans un mode épiphyte. Puis ils développent des racines aériennes vers le sol en même temps que des branches vers le haut pour capter plus de lumière. Quand les racines aériennes ont atteint le sol, la croissance du figuier s'accélère. Les racines aériennes se soudent tout en grossissant, jusqu'à former un treillis suffisamment épais pour assurer l’auto-portance du figuier, qui, de ce fait, n'a plus besoin de l'arbre-support sur lequel il s'est d'abord développé.
Ce treillis peut finir par empêcher la croissance en diamètre de l'arbre support et ainsi le faire mourir (si le figuier s'installe sur un arbre qui ne s’accroît pas en diamètre, notamment un palmier, ce dernier peut continuer à vivre longtemps avec le figuier autour de lui). Quand l'arbre hôte meurt de cet étouffement, ses tissus finissent par pourrir et se décomposer, assurant un nouvel apport d'éléments nutritifs au figuier étrangleur. Il reste alors un vide au centre du treillis de racines du figuier étrangleur, parfois assez grand pour qu'un homme puisse s'y tenir debout. Si l'arbre-support meurt avant que le figuier ne soit suffisamment développé, sa disparition peut entraîner également celle du figuier.
Certaines de ces espèces (notamment le Banian) peuvent également se développer à partir du sol, comme des arbres ordinaires.

## Adaptations des figuiers étrangleurs

### Fruits et graines
Comme la dispersion des graines est effectuée par des animaux frugivores, l’aspect des fruits des figuiers étrangleurs constitue une adaptation importante. Les fruits doivent être  attrayants, afin d’être consommés par certaines espèces d’oiseaux et de chauves-souris. Ils sont colorés, nutritifs et facilement comestibles pour les animaux qui dispersent les graines. Leur chair tendre facilite la consommation, autant par les petits que par les plus gros frugivores. Les graines ne sont pas altérées lors de leur passage dans le système digestif de l’animal qui les ingère.

### Germination en hauteur
Dans les forêts tropicales, la canopée dense fait en sorte que peu de lumière parvient au sol. Puisque leurs graines germent en hauteur, les jeunes figuiers étrangleurs ont accès à plus de lumière. De plus, ils se trouvent ainsi mieux protégés des animaux herbivores, ainsi que des dégâts pouvant être causés au sol par une inondation ou un feu,.
Chez certaines espèces, comme Ficus aurea, la germination en hauteur, dans l’humus se trouvant à la base des feuilles de palmiers, est nécessaire afin de réduire le stress hydrique, qui serait trop élevé dans les sols des forêts tropicales sèches Il demeure que même dans les écosystèmes plus humides, le stress hydrique, dans la canopée, est souvent le principal facteur limitant la croissance des figuiers étrangleurs.

### Nutriments absorbés
Durant le début de leur vie, le mode de vie d’épiphyte permettrait aux figuiers étrangleurs d’avoir accès à davantage de nutriments (ammonium, phosphates, potassium et magnésium) que s’ils poussaient dans les sols de la forêt tropicale. L’absorption foliaire de nitrates serait moins élevée chez les figuiers étrangleurs que chez les autres figuiers, ce qui permettrait aux figuiers étrangleurs de maximiser leur énergie disponible durant leur croissance épiphyte.
Par ailleurs, le figuier étrangleur parviendrait à absorber et à utiliser pour sa croissance les nutriments provenant de la décomposition de l’arbre-hôte, après la mort de celui-ci.

### Racines
Les racines aériennes sont polymorphiques et présentent une plasticité morphologique. Cela est une adaptation à la compétition pour l’espace et pour les ressources en forêt tropicale. Puisque la croissance des racines du figuier étrangleur est à la fois orientée vers le haut et vers le bas, l’arbre peut à la fois s’ancrer dans le sol et continuer à puiser des nutriments dans le substrat aérien. Les racines se trouvant dans le sol sont souvent en symbiose avec des endomycorhizes, alors que ce n’est pas le cas des racines aériennes. Les racines aériennes fusionnées en cylindre autour de l’arbre-hôte sont assez fortes pour servir de tronc au figuier étrangleur si l’hôte meurt.

## Importance dans l’écosystème
Les figuiers étrangleurs sont souvent considérés comme des espèces clés des forêts tropicales, c’est-à-dire que plusieurs espèces de plantes et d’animaux en sont dépendantes. C’est notamment le cas des guêpes de la famille Agaonidae.

## Écologie des figuiers étrangleurs en milieu urbain
Certaines espèces de figuiers étrangleurs sont également communes en milieux urbains, sur des murs de bâtiments ou autre infrastructure,. C’est le cas à Hong Kong, par exemple, où ils poussent sur des murs de soutènement. Les animaux frugivores, qui dispersent les graines, les déposent alors sur le dessus des murs ou entre les pierres qui les constituent. L’établissement des semences y est difficile et la mortalité est élevée, mais cela est aussi le cas en habitat naturel,.
Le développement de la plantule est souvent lent dans un tel environnement, puisqu’elle doit trouver les ressources nécessaires à la croissance. Les racines se développent dans les joints et rejoignent le sol qui se trouve derrière le mur (et qui est retenu par celui-ci). L’eau et les nutriments de ce sol peuvent donc être absorbés. Avec le temps, l’érosion du mur de soutènement peut aussi libérer de petites quantités de nutriments disponibles au figuier étrangleur. La force des racines permet au figuier d’utiliser le mur comme support.
D’importantes différences écologiques existent entre l’habitat naturel du figuier étrangleur et les villes dans lesquelles il peut s’établir. En forêt, les figuiers étrangleurs sont généralement associés à des stades de succession avancés, car les arbres matures leur sont nécessaires comme support. Les figuiers étrangleurs poussant sur des murs de soutènement occupent une place tout à fait différente dans la succession écologique, puisqu’ils font alors partie des espèces pionnières.
Les individus, dans les villes, se trouvent ainsi dans des communautés végétales moins riches et moins denses. Ils sont ainsi plus exposés aux intempéries qu’en forêt tropicale, où le couvert végétal constitue une protection. Pour la même raison, la lumière parvenant au figuier est généralement plus abondante en ville.
Alors que deux figuiers étrangleurs poussent rarement l’un près de l’autre en forêt tropicale, où la compétition est très intense, cela est commun sur les murs de soutènement, où les racines de deux individus peuvent même fusionner.